# 赤司欽一
赤司 欽一（あかし きんいち、1841年6月23日（天保12年5月5日） - 1910年（明治43年）5月30日）は、日本の武士（佐賀藩士）、裁判官・検察官・官僚。福島県令。名は敬信、欽一は通称。

## 経歴
肥前国三根郡前年田村で佐賀藩士の家に生まれる。
明治5年6月12日（1872年7月17日）維新政府に出仕し、工部省工学中属兼測量中令史に任官。以後、工学権大属、兼測量大令史、工部少書記官などを歴任。
1882年8月、判事に転じ東京始審裁判所予審掛となる。同年12月、福島事件被疑者の処理のため若松軽罪裁判所に派遣された。三カ月ほどの間に数百人の被疑者を処理し、農民500余人を罰金刑、自由党員25人を懲役刑（1～5年）、河野広中ら57人を国事犯・兇徒聚衆罪の容疑で高等法院に護送、その他を釈放した。十分な審理を行わなかったため、上告した被告人のほとんどが無罪となった。
福島事件の処理により前三島通庸県令が強く推薦を行い、1884年11月、福島県令に就任。行政経験が浅く、県庁の郡山町移転問題への対応、在任中の滞京が長く福島の滞在が短いことなどにより県民の不満が高まり、1886年7月、県令を非職となった。
1887年2月、検事・大審院刑事第二局検察官に就任し、その後、浦和地方裁判所検事正を務めた。

## 栄典・受章・受賞
位階
- 1885年（明治18年）2月6日 - 従五位[8]

勲章等
- 1890年（明治23年）12月26日 - 勲五等瑞宝章[9]

## 親族
- 長男 赤司鷹一郎（文部次官）[2]